# Incertella infesta
Incertella infesta är en tvåvingeart som först beskrevs av Becker 1912.  Incertella infesta ingår i släktet Incertella och familjen fritflugor. Inga underarter finns listade i Catalogue of Life.